# 幸福爆發！光之美少女
《幸福爆發！光之美少女》是由東堂泉所創作的魔法少女動畫作品，「光之美少女系列」十周年之作，為第十一套作品，屬第九代光之美少女。2014年2月2日在朝日電視台和朝日放送播放。香港由無綫電視翡翠台在2020年1月21日開始播出。

## 故事簡介
在遭受「幻影帝國」進攻的地球裡，光之美少女是世人共知的存在，人們不時從新聞了解各小隊為了自己的所屬國家戰鬥。成為最惡獸攻擊目標的「藍天王國」公主白雪姬，在一次侵略中逃亡到日本的光之丘地區，過程中遇見了地球的守護神「蔚藍」。蔚藍賜予她成為光之美少女的使命，不過孤僻的小姬對於這份使命極為恐懼，在一次次的戰鬥中選擇逃避。
蔚藍於是再給予小姬一份稱之為「愛的結晶」的力量，讓她能夠尋找命運中的同伴。怕生的公主衷心想交到朋友，卻不知道如何運用結晶，結果只想著「這個砸到的人就是我的朋友！」就把它丟了出去。就這樣，竟然砸中了人生中第一個朋友與夥伴——愛乃惠。

## 登場人物

### 光之美少女
四人皆為光之丘學園中學二年級生，只有伊緒奈與其他三人不同班級，第34話後升上三年級。
除了伊緒奈外，所有人的變身咒語為「光之美少女 旋轉幻鏡變身」。
伊緒奈的變身咒語為「光之美少女 閃亮星光交響曲」。
團體口號為「注入歡樂！幸福滿滿！Happiness Charge 光之美少女！」。
愛乃惠／可愛天使（Aino Megumi／Cure Lovely）
配音：中島愛（日本）；李珮嘉、薛晴（ALL  STARS F）（台灣）；凌晞（TVB）、王綺婷（ViuTV）、（ALL STARS F）（香港）
形象顏色：  粉红色
生日為10月12日，天秤座。
本作主角之一，14歲的光之丘學園中學二年級生。充滿元氣和笑容的日本女孩。時常向外散發快樂能量，協助遇上困難的人。雖然助人總是功敗垂成，惟其善心仍為不少人所欣賞。交友甚廣，國小時有交到一百位朋友的傳說。暗戀蔚藍，後來因蔚藍和幻影破鏡重圓而放棄。喜歡哼歌，對可愛的時尚造型十分感興趣，但是潮流品味似乎不怎麼樣。學年成績為全級最低。
在故事開始時因拾得小姬丟出的「愛的結晶」而被選中為光之美少女。
口頭禪是「幸福Happiness！」。
變身口號為「傳遍世界的盛大愛意！可愛天使！」。
角色髮型以再造人 009的主角島村喬為藍本設計。
一般技
可愛天使 飛拳
利用「光之愛手鐲」打出粉紅色飛拳攻擊敵人。
可愛天使 愛心束縛
利用「光之愛手鐲」射出大量粉紅色心形光束攻擊敵人並封鎖敵人的行動。
可愛天使 爆裂轟炸
利用「光之愛手鐲」打出大型火焰攻擊敵人。
可愛天使 光線
利用「光之愛手鐲」從放在眼前兩手的OK手勢中射出粉紅色光線攻擊敵人。副作用是對眼睛有很大的刺激。
可愛天使 護盾
利用「光之愛手鐲」從雙手展開大型粉紅色心形護盾，防禦敵人攻擊。
可愛天使 大飛拳
利用「光之愛手鐲」從左手打出大型粉紅色飛拳攻擊敵人。
可愛天使 升龍聖劍
利用「光之愛手鐲」變出一把大型粉紅色光劍斬殺敵人，也可以防禦敵人攻擊。
可愛天使 升龍球棒
利用「光之愛手鐲」變出一把大型粉紅色球棒擊退敵人的棒球攻擊。
可愛天使 全壘打
在前一招「升龍球棒」基礎上，將敵人投出的棒球打出場外。
可愛天使 衝擊波
將雙手交叉在胸前，再舉起雙手釋放出巨大的火焰衝擊波攻擊敵人。
可愛天使 震撼光波
從手掌發出粉紅色光波打擊敵人。
可愛天使 愛心印章
從雙手釋放出一個巨大的粉紅色心形光盤猛烈敲擊敵人。
光之美少女 飛踢（Precure Kick）
可愛天使的飛踢招式。
必殺技
光之美少女 粉紅愛心射擊
利用「光之愛手鐲」射出一個大型的粉紅色心形光彈，伴以「愛意啊，歸天吧！」的呼喊聲淨化敵人。
形態轉換
櫻桃佛朗明哥舞（Cherry Flamenco）
一般技
可愛天使 玫瑰風暴（Lovely Rosa Tormenta）
利用「光之愛手鐲」舞出充斥玫瑰花的龍捲風暴，封住敵人行動和視線。
可愛天使 火焰嘉年華（Lovely Fire Festival）
利用「光之愛手鐲」舞出濃烈火團並喊出「Olé！」之後，操控其在特定位置爆發，以此封住及直接攻擊敵人。
必殺技
光之美少女 熱情炸彈（Precure Passion Dynamite）
跳出一段極其火熱的佛蘭明歌舞並喊出「Olé！」之後，從「光之愛手鐲」拍出巨大的火焰漩渦炸飛敵人。
棒棒糖嘻哈街舞（Lollipop Hip Hop）
必殺技
光之美少女 流行樂音速攻擊（Precure Pop'n Sonic Attack）
跳出一段極其勁爆的嘻哈街舞之後，從「光之愛手鐲」拍出多個大型音符壓垮敵人。
純潔形態
必殺技
可愛天使 強力熱吻（Lovely Powerful Kiss）
利用光之卡轉換為全身戰衣潔白且背後帶有緞帶狀羽翼的“聖潔形態”之後，使用「閃耀梳妝台」的化妝筆點擊上面的四色按鍵中的紅色按鍵兩次並對準鏡子畫出一個粉紅色心形，再將自己的嘴唇塗抹成粉紅色並用雙手觸碰之後，親吻出一個巨大的粉紅色心形光束封鎖敵人的行動。
特殊形態
超級幸福可愛天使
電影中出現的形態，為可愛天使接收到眾人從「奇蹟禮服手電筒」釋放出的奇蹟能量之後利用「閃耀梳妝台」變身所誕生的超強型態。
變身口號為「注入Happiness，幸福Charge！超級幸福可愛天使！」。
必殺技
光之美少女 奇蹟之愛律動
從雙手釋放出一個巨大的粉紅色心形之後，光之美少女們化為四道光束穿過其中衝向敵人，瞬間將敵人炸裂淨化。
永恆可愛天使
在第48話中出現的形態，為可愛天使在接收到同伴及其他光之美少女心中強烈的愛意之後所誕生的終極型態。
變身口號為「照亮世界的永恆愛意！永恆可愛天使！」。
必殺技
光之美少女 永恆幸福洗禮
從雙手釋放出無數流星般的粉紅色光束淨化敵人。
白雪姬／公主天使（Shirayuki Hime／Cure Princess）
配音：潘惠美（日本）；何寶珊（香港）
形象顏色：  藍色
生日為4月1日，牡羊座。
本作主角之一，14歲，全名希梅露達・溫豆・藍天之女王天使，簡稱「小姬」。地球上的藍天王國的公主，也是下任女王，為了拯救被幻影帝國支配的藍天王國而成為光之美少女。來到日本光之丘後居住於大使館。怕生而沒有朋友，小惠是她的第一個朋友。在第4話入學至小惠的班級。
非常喜歡可愛漂亮的東西。對時尚也是非常有品味。對悠子的糖果毫無抵抗力。雖然是個有點任性的深閨大小姐，但在和惠一起成為光之美少女而努力的過程中，逐漸了解了助人的喜悅。在遇上小惠以前的最壞獸戰鬥中經常逃跑，直至現在也跑得相當快。愛看戀愛劇集自我陶醉。因來自異國所以外語能力相當不錯。
第20話中證實正是她打開了「阿克西亞」。
第23話中透露自己之所以會打開「阿克西亞」是因為被一陣奇怪的哭泣聲所吸引，感到好奇才忍不住打開。
第26話中透露出小姬似乎對誠司產生了好感並可能愛上了他。
變身口號為「翱翔天空的蒼藍疾風！公主天使！」。
一般技
公主天使 子彈機關槍（Princess Dangan Machine Gun）
利用「光之愛手鐲」機關槍式從雙手射出大量淺藍色散光彈攻擊敵人。
公主天使 能量球（Princess Ball）
利用「光之愛手鐲」投出一個淺藍色的能量球攻擊敵人。後期經過力量強化以後此招式可以一次性投出多個。
公主天使 龍捲風（Princess Tornado）
利用「光之愛手鐲」釋放出大型龍捲風攻擊敵人，也可以按着地下令該範圍泛起龍捲風。
公主天使 炸彈轟炸（Princess Bakudan Bomber）
利用「光之愛手鐲」投出大量淺藍色光彈轟炸敵人。
公主天使 防護罩（Princess Barrier ）
利用「光之愛手鐲」從雙手展開大型的淺藍色圓環形防護罩，抵擋敵人攻擊。
公主天使 俯衝下落（Princess Kyukoka Dive）
從背部展開雙翼，由空中以身體撞擊敵人。
公主天使 利刀（Princess Cutter）
利用「光之愛手鐲」從雙馬尾射出無數新月形光環攻擊敵人。
公主天使 雙重拳頭子彈（Princess Genkotsu Twin Magnum）
利用「光之愛手鐲」從雙手打出兩個大型淺藍色飛拳攻擊敵人。
公主天使 硬碰硬額頭撞擊（Princess Gachinko Head）
直接使用額頭猛烈撞擊敵人。副作用是撞擊后會產生劇烈的痛楚。
必殺技
光之美少女 蒼藍快樂射擊（Precure Blue Happy Shoot）
利用「光之愛手鐲」射出一個大型的淺藍色圓環形光彈，伴以「勇氣啊，歸天吧！」的呼喊聲淨化敵人。
形態轉換
雪酪芭蕾舞（Sherbet Ballet）
必殺技
光之美少女 獨腳舞姿洗禮（Precure Arabesque Shower）
跳出一段極其優雅的芭蕾舞之後，從「光之愛手鐲」拍出大量的雪花狀結晶將敵人冰凍成芭蕾舞站立姿勢的樣子使之喪失戰鬥力。
光之美少女 暴風雪旋轉（Precure Blizzard En Tournant）
利用「光之愛手鐲」聚合冰雪力量，猶如芭蕾舞姿般舉腳再轉圈使出，使敵人結冰封凍成芭蕾舞站立姿勢的樣子無法動彈。
夏威夷豆草裙舞（Macadamia Hula Dance）
必殺技
光之美少女 夏威夷招呼（Precure Hawaiian Alohaloe）
跳出一段極其悠閒的草裙舞之後，從「光之愛手鐲」拍出飛吻令敵人伸手拍翼作昇天姿勢使之喪失戰鬥力。副作用是除命運天使外敵我雙方都會同時受到影響（包括自己）。
第28話中白雪姬更是直接在夏威夷當地對敵人使出該招式，以此來表達對夏威夷這個草裙舞發源之地的敬意。
純潔形態（Innocent Form）
必殺技
公主天使 狂風眨眼（Princess Windy Wink）
利用光之卡轉換為全身戰衣潔白且背後帶有緞帶狀羽翼的“聖潔形態”之後，使用「閃耀梳妝台」的化妝筆點擊上面的四色按鍵中的黃、藍兩色按鍵並對準鏡子畫出一個淺藍色圓形，再將自己的眼影塗抹成翠綠色並眨眼之後，用化妝筆釋放出一個巨大的翠綠色龍捲風封鎖敵人的行動。
大森悠子／甜蜜天使（Omori Yuko／Cure Honey）
配音：北川里奈（日本）；羅孔柔（香港）
形象顏色：  黄色
生日為8月2日，獅子座。
本作主角之一，小惠的青梅竹馬好友兼同班同學，充滿治癒氣息的女孩，被小惠暱稱為「悠悠（ゆうゆう）」。由於家裡開便當屋，所以很喜歡吃和做便當，也習慣在閒暇時慢跑以維持食慾。總是喜歡給遇到困難的人送特製的蜂蜜糖果吃，以此鼓舞對方。
在故事開始前取得變身道具，直到第9話才現身解救小惠與小姬的危機。第10話中向兩人透露出了自己就是甜蜜天使的事實，並在第11話加入「Happiness Charge光之美少女」。
在第25話，確定了誠司對惠有好感。
在第31話中講述她曾經救助並飼養過一隻可愛的寵物狗——迪必，但兩年前不幸去世了。
變身口號為「大地孕育的生命光芒！甜蜜天使！」。
一般技
三重舞蹈蜜杖——指揮棒模式
甜蜜天使 瞬間移動（Honey Teleport）
使出帶有殘影的瞬間移動，迴避敵人攻擊。也可以帶著同伴一起移動。
甜蜜天使 蜜杖水晶之歌（Honey Baton Crystal Song）
對準「三重舞蹈蜜杖」大聲唱出「啦～～～」的歌聲，讓附近範圍之敵人喪失戰鬥力。
甜蜜天使 幸運愛心洗禮（Honey Happiness Love Shower）
展開飛翼穿梭四方，並對準「三重舞蹈蜜杖」唱出「啦～～～」的歌聲，揮灑令敵人喪失戰鬥力之彩色碎片。
甜蜜天使 印章（Honey Stamp）
利用「三重舞蹈蜜杖」變出一個巨大的四葉草形光盤猛烈敲擊敵人，也可以直接用雙手釋放出猛烈敲擊敵人。
三重舞蹈蜜杖——絲帶模式
甜蜜天使 螺旋絲帶（Honey Ribbon Spiral）
釋放出黃色的螺旋狀絲帶捆住敵人。
甜蜜天使 投擲（Honey Throw）
在前一招「螺旋」基礎上，將敵人甩向地面。
甜蜜天使 緞帶愛心防護罩（Honey Ribbon Heart Wall）
將黃色的螺旋狀緞帶揮舞成心形防護罩，防禦敵人攻擊。
三重舞蹈蜜杖——沙錘模式
甜蜜天使 治癒旋律（Honey Healing Rhythm）
敲出多個音波光環，恢復我方戰鬥力。
甜蜜天使 超級音波火花（Honey Super Sonic Spark）
敲出多個小型四葉草形光彈攻擊敵人。
必殺技
光之美少女 閃爍杖擊（Precure Sparkling Baton Attack）
利用「三重舞蹈蜜杖——指揮棒模式」向天射出一枚綠色信號彈並喊出「Yeah！」之後，於太空中開啟蟲洞，召喚一顆極大的四葉草形發光隕石，伴以「生命啊，歸天吧！」的呼喊聲淨化敵人。可一次淨化複數最惡獸
形態轉換
爆米花啦啦舞（Popcorn Cheer）
必殺技
光之美少女 緞帶大爆炸（Precure Ribbon Heart Explosion）
將「三重舞蹈蜜杖」轉換成「緞帶模式」，跳出一段極其歡快的啦啦隊舞與緞帶體操的混合舞蹈並喊出「Victory！」之後，爆出巨大的心形彈幕，使敵人短暫跳舞後炸飛敵人。
椰子森巴舞（Coconuts Samba）
一般技
蜂蜜天使 燃燒之舞（Honey Burning Dance）
通過一邊不斷搖晃雙手的「三重舞蹈蜜杖——沙球模式」，一邊不斷跺動雙腳製造大地震並喊出「Vamola,mucho！」之後，從地底釋放出大量的灼熱岩漿攻擊敵人。
必殺技
光之美少女 沙鎚節奏火花（Precure Maracas Rhythm Spark）
將「三重舞蹈蜜杖」轉換成「沙球模式」，以一臉心花怒放的表情一邊跳出一段極其狂野的森巴舞，一邊不斷搖晃雙手的「三重舞蹈蜜杖——沙球模式」並喊出「Mambo！」之後，爆發出一道華麗的煙花，其間強制令敵人跳舞直至體力耗盡動彈不得為止。
純潔形態（Innocent Form）
必殺技
光之美少女 甜心誘惑（Precure Honey Temptation）
利用光之卡轉換為全身戰衣潔白且背後帶有緞帶狀羽翼的“聖潔形態”之後，使用「閃耀梳妝台」的化妝筆點擊上面的四色按鍵中的黃色按鍵兩次並對準鏡子畫出一個黃色四葉草形，再將自己的臉頰塗抹成黃色並用雙手觸碰之後，從雙手釋放出大量流星般的黃色光束封鎖敵人的行動。
冰川伊緒奈／命運天使（Hikawa Iona／Cure Fortune）
配音：戶松遙（日本）；詹健兒（香港）
形象顏色：  紫色
生日為10月7日，天秤座。
本作主角之一，與小惠不同班的光之丘學園二年級生，校內知名的才女，也是冰川流空手道場的黑帶弟子與導師的次孫女。於光之丘祭典時化名命運小姐（Miss Fortune）替客人占卜。
在故事開始前已取得變身道具。不單具有鋤強扶弱的正義感，亦有溫柔的性格。抱持光之美少女的使命感和強大戰鬥力，單人匹馬打敗眾多最惡獸。對小姬抱持著恨意，也警告小惠不要再和小姬合作作戰。
蔚藍表示並不知道她的身分從何而來，而第13話說出自己的能力是繼承自失蹤的姐姐溫柔天使，為了打敗奪走姐姐的范統而成為光之美少女。
直到第19話中她才正式向惠等人透露出了自己就是命運天使的事實。隨後她透露自己之所以會怨恨小姬是因為知道她打開了「阿克西亞」，導致所有災難並讓自己失去了姐姐麻理亞。
在第22話中她因為中了范統的陷阱掉入「光之美少女墳場」，「光之卡」被范統燒毀而喪失變身能力。而後因為小姬讓予許願的權利，得到新的「光之卡」和「命運鋼琴」恢復變身能力，也因此與小姬和解並加入「Happiness Charge光之美少女」。
更換變身道具與武器的同時，也失去部分需要「光之愛手鐲」才能使用的招式。
在第23話中因為對小姬的誤會感到後悔。
在第32話中被海藤裕哉告白，但暗示無意交往而保持朋友關係。
變身口號為「夜空閃耀的希望之星！命運天使！」。
一般技
命運天使 星光爆破（Fortune Star Burst）
利用「光之愛手鐲」將手靠近敵人後，近距離射出大型的紫色光波攻擊敵人。
命運天使 星星光環（Fortune Star Ring）
釋放出五個大型的紫色能量光環攻擊敵人。
命運天使 彗星飛箭（Fortune Comet Arrow）
利用「命運鈴鼓」射出巨大的紫色光波攻擊敵人，也可以通過佩戴在左手中指的心形戒指直接射出大量的紫色星星攻擊敵人。
命運天使 震動群星（Fortune Shaking Star）
利用「命運鈴鼓」震動釋放出大量的紫色星星攻擊敵人。
命運天使 銀河流星（Fortune Galaxia Meteor）
利用「命運鈴鼓」釋放出大量流星般的紫色星星攻擊敵人。僅出現於劇場版。
命運天使 鈴鼓光環（Fortune Tambourine Ring）
利用「命運鈴鼓」釋放出一個巨大的紫色星形光環攻擊敵人並封鎖敵人的行動。僅出現於劇場版。
命運天使 驚雷伏特（Fortune Thunder Volt）
利用「命運鈴鼓」向天空釋放出一個巨大的紫色星星之後從其中放出猛烈的閃電轟擊敵人。僅出現於劇場版。
必殺技
光之美少女 星塵射擊（Precure Stardust Shoot）
利用「光之愛手鐲」射出一個大型的紫色星形光彈，伴以「星星，歸天吧！」的呼喊聲淨化敵人。
光之美少女 星光連流擊（Precure Star Stream）
利用「光之愛手鐲」射出大量的小型紫色光彈，淨化敵人。
光之美少女 星光升天（Precure Starlight Ascension）
利用佩戴在左手中指的星形戒指召喚出「命運鈴鼓」，拍出充滿紫色星星的巨大金黃閃光波，伴以「星星啊，歸天吧！」的呼喊聲淨化敵人。
形態轉換
鳳梨阿拉伯舞（Pine Arabian）
必殺技
光之美少女 東方之夢（Precure Oriental Dream）
跳出一段極具異國風情的阿拉伯舞之後，從「命運鈴鼓」拍出大量的星星碎片令敵人陷入沉睡之中使之喪失戰鬥力。
餡蜜日本舞（Anmitsu Komachi）
必殺技
光之美少女 櫻吹雪之舞（Precure Sakura Fubuki no Mai）
跳出一段極其古樸的古典日本舞之後，從「命運鈴鼓」拍出大量暴風雪般的櫻花花瓣捲走敵人。
純潔形態（Innocent Form）
必殺技
光之美少女 綠寶石幻象（Precure Emerald Illusion）
利用光之卡轉換為全身戰衣潔白且背後帶有緞帶狀羽翼的“純潔形態”之後，使用「閃亮梳妝鏡盒」的化妝筆點擊上面的四色按鍵中的黃、藍、白三色按鍵並對準鏡子畫出一個紫色星形，再將自己的指甲塗抹成翠綠色之後，從雙手釋放出一個巨大的球形寶石結界封鎖敵人的行動。
- 合體必殺技

光之美少女 雙重奇蹟能量射擊（Precure Twin Miracle Power Shoot）
由可愛天使與公主天使各自以「光之愛手鐲」釋放必殺技，並將兩者的力量合二為一之後同時用腳踢向敵人，喊出「Happiness Charge！」淨化敵人。
光之美少女 幸福大爆炸（Precure Happiness Big Bang）
第30集登场。光之美少女們利用「閃亮梳妝鏡盒」的化妝筆點擊上面的紅、白、藍、黃四色按鍵，在嘴唇、眼影、臉頰、指甲上妝之後，畫出一個羽翼形狀使眾人轉換為背後帶有緞帶狀羽翼的飛行模式（Flight Mode），接著用化妝筆對準鏡子旋轉，釋放出如同宇宙大爆炸般的巨大心形彩虹光波淨化敵人。
光之美少女 純真淨化（Precure Innocent Purification）
第38集登场。光之美少女們轉換為“純潔形態”之後，召喚出「閃亮梳妝鏡盒」，將化妝筆轉化「純潔和聲麥克風」，對準鏡子畫出無窮大符號，使用「純潔和聲麥克風」演唱「純潔和聲」（Innocent Harmony）之後，四人幻化為粉紅色、淺藍色、黃色與紫色光束輪流以猛烈轟炸淨化敵人。

#### 交接的光之美少女
春野遙／花神天使（Haruno Haruka／Cure Flora）
配音：嶋村侑（日本）；羅易雯（台灣）
形象顏色：  粉红色
Go! Princess 光之美少女主角，本作最終話結尾曲後的交接儀式中與可愛天使正式交接。

### 藍天王國
白雪姬和緞帶的故鄉，因為遭到幻影帝國侵略而淪陷，變成了幻影帝國的巢穴，王國的所有人除了僥倖逃脫前往日本的白雪姬和緞帶以外都被封印在鏡棺之內變成了四處流連的最惡獸。在這裡光之美少女的戰力會大幅度衰減，但可以利用「閃耀梳妝台」的力量避免戰力被壓縮。在第43話恢復正常。
蔚藍（Blue）
配音：山本匠馬（日本）；黃啟昌（香港）
地球之神，淡藍髮的俊美青年，被主角們稱呼為「神明大人」。小惠暗戀的對象。長時間待在藍天王國，所以熟識緞帶與小姬。在穿越世界各地的旅途中散布愛的結晶，尋找能成為光之美少女的人選。平時待人和善，但對光之美少女們也有嚴格規範的一面（例如絕對禁止光之美少女們談戀愛，或向無關人等暴露自己的光之美少女身份）。以前和幻影是情侶，但蔚藍認為自己的愛要平等對地球每一個人而深深傷害了幻影，最後成功把自己的心意告訴幻影並破鏡重圓。表面上毫無戰鬥力，但仍會施行神力去減弱邪惡力量，替光之美少女解困。
第49話中說出自己是深紅的弟弟，也表示願意幫助深紅重建已經毀滅的「深紅惑星」，因此與深紅、幻影一起離開了地球，臨走之前送給小惠等人「愛的結晶」作為禮物。
緞帶（Ribbon）
配音：松井菜櫻子（日本）；黃昕瑜（香港）
服侍小姬的藍天王國精靈，與小姬、蔚藍一起來到日本。負責產出並管理小姬等人收集到的光之卡，也能夠展開防護罩抵擋敵人攻擊。
可愛外表與聲線的背後，經常會有辛辣的發言，尤其常對任性的主人小姬感到火惱。
語尾習慣加上「～」。
能發出防護罩「驚喜BomBom」
墨鏡（Glassan）
配音：小堀幸（日本）；魏惠娥（香港）
伊緒奈的拍檔，頭上戴有一副紫色墨鏡。身分不詳的精靈。負責產出並管理伊緒奈收集到的光之卡，也能夠展開防護罩抵擋敵人攻擊。性格非常的開朗直率，與同伴伊緒奈的嚴厲性格截然相反。口調較為男性化，語尾習慣加上「～」。故事後期披露出她原本是伊緒奈的姐姐麻理亞的拍檔。
藍天國王、王妃
白雪姬的父母親，被幻影帝國封印在鏡棺之內。第43話恢復正常。

### 幻影帝國
企圖侵略整個地球，妄圖讓世界跌入「最惡」深淵的邪惡國度。據蔚藍所說，該國度的全體成員原本被封印在一個名為「阿克西亞」（アクシア，希臘語意為寶貴或有價值的東西）的箱子裡，但有一天突然被人打開（第20話中證實為白雪姬所為），導致幻影帝國逃脫並開始危害世界。
在故事後期揭露，實際上幻影帝國完全是由「深淵之鏡」（也就是深紅）一手製造出來的，組織裡從上到下的所有成員只不過是因為心懷憎恨而被他乘虛而入，從幕後操縱和利用的傀儡而已。

#### 黑幕
深淵之鏡（Deep Mirror）
配音：井上和彥（日本）；關令翹（香港）
本作最終反派，幻影女王的高級顧問兼軍師，外形為魔鏡裡的暗色倒影。對女王絕對忠誠，負責向幹部傳達幻影女王的命令，鏡子能瞬間轉移。
在第43話中揭露出真正身份為一名與蔚藍相似、性格陰險惡毒、對蔚藍恨之入骨的紅髮男子。在第44話試圖利用紅色最惡獸控制小惠未遂，之後轉而盯上誠司。
在第45話中正式揭露他的身分：與蔚藍同為星球之神的「深紅（Red）」。
第46話中開始最終計畫：召喚已經毀滅的自己的星球「深紅惑星」撞擊地球，使兩者同歸於盡。
最終在第49話中被永恆可愛天使淨化之後改邪歸正，了解到了愛的真諦，隨後進一步揭露出他為蔚藍的親哥哥，最後與蔚藍和幻影一起離開了地球。
在光之美少女 All Stars 大家歌唱吧♪奇蹟的魔法！中被索希爾的魔力召喚出來，以真正的樣子與賈酷王一同出現並自爆。
其形象源於《格林童話》「白雪公主」中王后的魔鏡。

#### 首領
幻影／幻影女王／幻影天使（Mirage／Queen Mirage／Cure Mirage）
配音：國府田麻理子（日本）；陳皓宜（香港）
本作主要反派，幻影帝國的首領。期望能將世界納入自己版圖，抹滅這個世界上任何的幸福。否定愛、勇氣、溫柔等正面特質，認為這些不過是人類為了隱藏內心醜陋所編造的幻象。
第13話的回憶可知她曾經是一名黑髮的光之丘神社巫女，對下凡的神明蔚藍抱有愛慕，成為幻影女王的經過仍不詳。
第29、30話中披露出她也曾經是光之美少女「幻影天使（Cure Mirage）」，被蔚藍稱為「歷代最強的光之少女」。之所以會成為幻影女王是因為300年前被蔚藍拋棄，戀情得不到結果，對此心生怨恨。
第43話中被光之美少女們淨化後恢復正常，並與蔚藍和解。
第49話中與蔚藍、深紅一起離開了地球，與蔚藍幸福地生活在一起。
目前是系列中唯一一個曾經是光之美少女的反派首領。
製造最惡獸的結界能將全世界籠罩在一片黑霧之中並徹底陷入混亂。
是系列首位確定為人類的反派首領。
其形象源於《格林童話》「白雪公主」中的王后。

#### 高層
魅影／魅魅（Phantom／Phanphan）
配音：野島裕史、中島愛（無愛天使）（日本）；黃積權、凌晞（無愛天使）（香港）
代表顏色：  灰色，  白色，  黑色・  红色
幻影帝國的男性幹部，幻影女王最信任的部下。主要打扮成身著白色外套、腰掛佩劍、左手戴紅色護腕、有一頭鮮紅頭髮的職業殺手。性格冷酷而殘忍，由於打敗光之美少女的戰績優異，又有「光之美少女獵人（Precure Hunter）」的別稱。不知為何，針對蔚藍抱持異常的仇恨。戰鬥力高強，單單拔劍就能化解可愛天使及命運天使的聯合必殺技。能使出封印光之美少女於鏡棺的技能「永恆規格（Eternal Gauge）」。那些被他封印在鏡棺的光之美少女全都被他埋葬在一個極其陰森恐怖的「光之美少女墳場（Pretty Cure Graveyard）」之中。
第30話中曾經利用可愛天使愛乃惠的影子化身成她的邪惡一面——無愛天使（Unlovely），一度讓光之美少女們陷入苦戰，後來被可爱天使打败，最后還是不敵四人的聯合必殺技而重傷落敗。
第31話被悠子帶回藍天王國大使館照顧，在回去幻影帝國前對悠子表達了謝意。
第41話被聖潔型態的光之美少女們淨化後顯露出真身：「幻影天使」的拍檔精靈——「魅魅（Phanphan）」。
第49話並沒有隨著蔚藍、幻影離開地球，而是跟隨悠子學習烹飪。
製造最惡獸的結界能將周圍景物變成紫水晶。
名字源自於英語「幻影」。形象源於《格林童話》「白雪公主」中的獵人一角。

#### 三幹部
三幹部最終皆於第42話被光之美少女淨化並在第49話得知均變回原本的身份。
納馬基爾達（Namakeruda）
配音：金尾哲夫（日本）；蘇強文（香港）
幻影帝國的男性幹部。主要打扮成身著綠色西裝、頭戴高筒禮帽、手持拐杖的年輕紳士，頭有兩隻觸角。性格極度懶散、喜歡偷懶，對人類的一切愛情、友情與努力抱持不屑一顧的輕視態度。
第42話被聖潔型態的公主天使淨化後消失。
第49話可知變回一個忙碌的上班族，不但記得身為幻影帝國幹部時的事情，也不小心說出會成為納馬凱魯達是因為失戀的打擊。
製造最惡獸的結界會大量散播「不幸」霉菌。
名字源自於日語「懶散」，形象源於《伊索寓言》「螞蟻與蚱蜢」中的蚱蜢。
霍希瓦（Hosshiwa）
配音：岡村明美（日本）；曾秀清（香港）
幻影帝國的女性幹部。主要打扮成身著粉紅色連衣裙、手持雨傘、頭戴粉紅色帶有紅蘋果圖案貝雷帽的貴婦。性格貪婪、喜愛甜點，以他人的不幸為自己的樂趣，尤以邊享受甜點邊凌虐他人為樂。
第42話被聖潔型態的蜂蜜天使淨化後消失。
第49話可知變回一名幼兒園的老師。
製造最惡獸的結界能將周圍景物變成甜點。
具有一定程度的變身能力，可以變化出不同的髮妝造型。
名字源自於日語「好想要」。形象源於《格林童話》中的糖果屋和法国皇后玛丽·安东妮特。
奧雷斯基（Oresuki）
配音：子安武人（日本）；麥皓豐（香港）
幻影帝國的男性幹部。主要打扮成身著黃色軍裝的高級軍官，胸前佩戴有自製的軍功勳章。性格狂妄，好戰，自戀，善於在作戰中使用各種戰略和計謀，輕視納馬凱魯達與霍希娃，甚至把他們當成小隊的隊員使喚。
第42話被聖潔型態的命運天使淨化後消失。
第49話可知變回一名警察。
製造最惡獸的結界能將周圍景物變成廢墟。
名字源自於日語「喜歡我自己」。

#### 其他幹部
莫梅夫人（Madam Momeiru）
配音：濱田賢二（日本）；翟耀輝（香港）
僅於第28話中登場，幻影帝國部署在夏威夷方面的男性幹部。主要打扮成身著粉紅色襯衫、塗著口紅、有一頭紫色頭髮的中性風格。性格扭曲，舉止女性化，很喜歡煽動矛盾與不和。
製造最惡獸的結界能冰封四周景物。
名字源自於日語「發生爭執」。

#### 怪物
小惡卒（Choiāku）
配音：陳卓智（香港）
幻影帝國的小囉嘍，帶著紅色墨鏡的黑衣小兵，可以從雙手放出電流攻擊受害者。
名字源自日語「小」與「惡」的變體。
最惡獸（Saiāku）
配音：增元拓也（日本）；鄧志堅（香港）
本作刺客物質，為幻影帝國成員將充滿幸福未來的人類禁錮在棺材狀的魔鏡中，並通過魔鏡轉化為不幸能量所製造出來的帶有紅色墨鏡的怪物。被打敗後會呼出一句「極樂」（ゴクラ～ク），隨之消失，並且被禁錮的人類將恢復自由。可以同時抽取多人以提升相關怪物的實力。
由深紅製造的最惡獸則是全身均為紅色的怪物，戴著更見怨恨的紅色墨鏡。戰鬥力比一般的最惡獸更加強大，而更為恐怖的是這種最惡獸還能展開讓對手徹底喪失戰鬥能力的特殊空間。
名字取自日語「最惡」一詞的變體。

### 光之丘的人們

#### 主角的親人

##### 愛乃家
愛乃香織
配音：堂之脇恭子（日本）；梁少霞（香港）
小惠的母親。丈夫長期出差，多半時間和女兒待在一起，體弱多病。
愛乃勝
配音：小川輝晃（日本）；陳欣（香港）
小惠的父親。長期在國外出差，很少與家人待在一起，第36話回家慶祝女兒的14歲生日。

##### 大森家
大森陽子
配音：安達真理（日本）；謝潔貞（香港）
悠子的母親。和丈夫、兩個女兒一起經營便當屋「大森食堂（おおもりご飯）」。
大森武雄
配音：瀧知史（日本）；雷霆（香港）
悠子的父親，便當屋的主廚。
大森逢
配音：矢野亞沙美（日本）；何晶晶（香港）
悠子的姐姐。
大森米藏
配音：牛山茂（日本）；林國雄（香港）
悠子的祖父，在光之山種田為生，「大森食堂」就是使用此處的稻米。
大森稻
配音：堀越真己（日本）；蔡惠萍（香港）
悠子的祖母，與丈夫一起種田。

##### 冰川家
伊緒奈與麻理亞的祖父
配音：增元拓也（日本）；張炳強（香港）
伊緒奈與麻理亞的祖父，冰川流空手道場的導師。
冰川麻理亞／溫柔天使（Cure Tender）
配音：小林沙苗（日本）；鄭麗麗（香港）
幸代的友人，冰川流空手道場導師的長孫女，伊緒奈的姐姐，姊妹倆同為冰川流空手道場的黑帶弟子，於出國留學時下落不明。
第20話中證實其為溫柔天使，為了保護妹妹而不幸被范統打敗。
戰鬥力極高，被范統稱為「最強的光之美少女」。
第37話打斷了奧雷斯基的淨化，以被洗腦的狀態現身在小惠等人面前。在幻影女王的命令下，與四人展開激戰。
第38話時雖然在戰鬥佔上風，但因一度恢復意識，被光之美少女們抓住機會使用聯合必殺技，成功淨化回到家人身邊。
第39話正式作為溫柔天使回歸戰鬥，並拒絕了妹妹的入隊邀請，決定前往美國與父母親會合，為支援世界各地的光之美少女繼續行動。
必殺技
溫柔天使 升龍星爆（Tender Rising Star Burst）
在天空與地面各畫出一個巨大五角星，在兩者之間釋放出巨大的紫色光波淨化敵人。可以一次性淨化多個最惡獸。

#### 主角的朋友
相樂誠司
配音：金本涼輔、菅谷彌生（少年時期）（日本）；曹啟謙、謝潔貞（少年時期）（香港）
本作男主角，14歲，住在小惠家隔壁的青梅竹馬，兩人情同手足。正義感強，熱衷於空手道，冰川流空手道場的黑帶學員。很受異性歡迎但對戀愛無興趣。成績是全年級第二，喜歡數學。
第3話輕易識破小惠是光之美少女的秘密，後來親眼目睹小惠與小姬變身戰鬥，答應蔚藍幫忙保密以及從旁協助。
自第25話開始對小惠與蔚藍的親近感到焦躁，悠子和伊緒奈因此看穿他對小惠有好感。
第45話被深紅在胸口植入紅色的憎惡結晶，遭到洗腦成為戰士，第46話時面對小惠等人的喊話無動於衷，攻擊毫不留情，但第47話被聖潔型態的光之美少女們淨化恢復正常。
相樂真央
配音：菅谷彌生（日本）；劉惠雲（香港）
誠司的妹妹，與惠的感情也很好。
相樂寬子
配音：岩居由希子（日本）；陸惠玲（香港）
誠司和真央的母親，是一位貨車司機，因為長時間在外縣市工作，經常將子女託付給好友，也就是小惠的母親，也常常贈送伴手禮。
卓真
配音：渡邊明乃（日本）；雷碧娜（香港）
真央的好友，夢想成為超級英雄。有暈車的毛病。
愛理
配音：長谷美希（日本）；廖杏茵（香港）
真央的好友。
藤間
配音：尾崎真實（日本）；陸惠玲（香港）
真央的好友。電視節目「光之美少女周刊」的粉絲。
幸代
配音：荒川美穗（日本）；劉惠雲（香港）
「大森食堂」的常客。大輔的未婚妻，麻理亞的同窗好友。
大輔
配音：木島隆一（日本）；李鎮然（香港）
「大森食堂」的常客。幸代的未婚夫。
勤
配音：中山雅史（日本）；翟耀輝（香港）
光之丘商店街足球隊的教練，商店街團子店的第二把交椅。
其聲優為日本足球運動員。
深大寺麻美
配音：安藤咲櫻（日本）；葉曉欣（香港）
惠的同學，夢想成為研究火箭的科學家。
深大寺久史
配音：町田政則（日本）；張炳強（香港）
麻美的祖父，幫助孫女實現夢想。
三谷信子
配音：堀絢子（日本）；林丹鳳（香港）
居住在光之丘的獨居老婆婆，每週要點三四次「大森食堂」的便當，雖然嘴上經常挑剔味道，但總是吃得乾乾淨淨，而且每次都很期待便當和蜂蜜糖果。

### 光之丘學園
和泉
配音：菅谷彌生（日本）；李潤知（香港）
小惠等人的班導師，配戴眼鏡的長髮女教師。反應敏捷，能瞬間抓回因緊張而逃跑的小姬。
中野
配音：木島隆一（日本）；李安邦（香港）
光之丘學園老師。對自己和學生的交流有些許煩惱。
高野麗
配音：長谷美希（日本）；何璐怡（香港）
小惠的同學。家裡開古董店。
椎名惠玲奈（Elena）
配音：尾崎真實（日本）；成瑤孆（香港）
小惠的同學，暱稱有「惠希（えっしー）」和「惠玲喵（えれにゃん）」。家裡開雜貨店。
古田佳奈
配音：矢野亞沙美（日本）；葉曉欣（香港）
小惠的同學。
石神凜
配音：小堀幸（日本）；張頌欣（香港）
小惠的同學。短髮高個子的少女。喜歡誠司。
霞
配音：藤村步（日本）；廖杏茵（香港）
小惠的同學，冰川流空手道場的弟子。曾煩惱於段位升級考試。
瞳
配音：原優子（日本）；何晶晶（香港）
小惠的同學，合唱社社長。
山崎健太
配音：鈴木達央（日本）；胡家豪（香港）
小惠的同學，棒球社王牌。成績是全年級倒數第二。
海藤裕哉
配音：內山昂輝（日本）；鍾見麟（香港）
誠司的好友，喜歡伊緒奈，一直都在暗戀她。因表白後被婉拒而保持朋友關係。
假屋崎會長
配音：小林親弘（日本）；張方正（香港）
光之丘學園學生會會長。

### 其他
增子美代
配音：小島幸子（日本）；陳琴雲（香港）
著名電視節目《光之美少女周刊》的主持人，經常向觀眾報導光之美少女們與幻影帝國戰鬥的第一手最新資訊。
因為以前曾被溫柔天使所救，而努力成為專門採訪光之美少女的記者。為了取材而造訪小惠的班級與家庭，被小惠告知身分後曾向蔚藍求得愛的結晶，可惜沒辦法成為光之美少女，還一度被變成最惡獸。後來因為知道孩子們喜歡自己的報導而重新振作，也幫忙保密小惠等人的身分。
形象致敬《Yes! 光之美少女5》的增子美香。另外此人的名字若用日語讀出來的話，恰好與「大眾傳媒」一詞的日語讀音相同（原文是）。
王子
配音：三輪隆博（日本）；李凱傑（香港）
小姬在追的戀愛劇集的男角，也是他的幻想戀愛對象。

### 其他光之美少女
爆裂光之美少女（Bomber Girls Precure）
配音：小堀幸、國府田麻理子、岡村明美（日本）；何晶晶、葉曉欣、？？？（香港）
国家： 美國
於美國得克薩斯州登場的三人組合。必殺技是星光回力鏢（Star Boomerang）。
警長天使
形象顏色：  粉红色
牛仔天使
形象顏色：  藍色
羽毛天使
形象顏色：  黄色
感恩光之美少女（Merci Precure）
国家： 法國
於法國巴黎登場的單人組合。必殺技是彩虹畫筆（Pinceau Arc-en-ciel）。
藝術天使（Cure Earl）
形象顏色：  粉红色
配音：矢野亞沙美（日本）；廖杏茵（香港）
奇妙網絡光之美少女（Wonderful Net Precure）
国家： 印度
於印度孟买登場的雙人組合。必殺技是光學波動（Optical Wave）。
配音：陳皓宜、張頌欣（香港）
圖像天使
形象顏色：  橙色
科技天使
形象顏色：  綠色
阿羅哈光之美少女（Alo~ha Precure）
国家： 夏威夷州
於第28話中登場，來自美國夏威夷州的姊妹雙人組合。必殺技是光之美少女 夏威夷宏偉眩光（Precure Hawaiian Linoahua）。
團體口號為「照耀南國的雙子之光！阿羅哈光之美少女！」。
奧哈娜／夕陽天使（Cure Sunset）
配音：吉田仁美（日本）；吳羨婷（香港）
形象顏色：  橙色
變身口號為「火紅色夕陽是邁向明日的誓言！夕陽天使！」。
其聲優為本作片尾曲的主唱。
奧莉娜／海浪天使（Cure Wave）
配音：仲谷明香（日本）；成瑤孆（香港）
形象顏色：  水色
變身口號為「棲身於海浪的悠遠旋律！海浪天使！」。
其聲優為本作片頭曲的主唱。
阿羅阿羅（Aloalo）
配音：深川芹亞（日本）；何晶晶（香港）
形象顏色：  黄色
阿羅哈光之美少女的拍檔精靈，左額上有花朵裝飾。語尾習慣加上「～洛洛（～ロロ）」。
尼羅河天使（Cure Nile）
配音：小堀幸（日本）；成瑤孆（香港）
国家： 埃及
形象顏色：  藍綠色
於第13話中登場，來自埃及的光之美少女。必殺技是尼羅河水流（Nile Stream），可惜不敵魅影遭到封印。第43話恢復正常。
南十字天使（Cure Southern Cross）
国家： 澳洲
形象顏色：  红色
於第14話中登場，來自澳洲的光之美少女，因不敵魅影遭到封印。第43話恢復正常。
姬蒂莎/頭巾天使（Cure Katyusha）
国家： 俄羅斯
形象顏色：  水色
於第14話中登場，來自俄羅斯的光之美少女，因不敵魅影遭到封印。Katyusha為俄語"頭巾"。第43話恢復正常。
貢娜裙天使（Cure Gonna）潘妲妮褲天使（Cure Pantaloni）
国家： 義大利
於第14話中登場，來自義大利的光之美少女，因不敵魅影遭到封印。Gonna為義大利語"裙"。Pantaloni為義大利"褲"。第43話恢復正常。
潘妲妮褲天使（Cure Pantaloni）
形象顏色：  黄色
貢娜裙天使（Cure Gonna）
形象顏色：  藍色
大陸天使（Cure Continental）
配音：何璐怡（香港）
国家： 英國
形象顏色：  藍色
於第14話中登場，來自英國的光之美少女，因不敵魅影遭到封印。第43話恢復正常。
鬥牛士天使（Cure Matador）
国家： 西班牙
形象顏色：  紫色
於第16話中登場，代表西班牙的光之美少女，被魅影拔劍打敗。第43話恢復正常。
苜蓿天使
国家： 愛爾蘭
形象顏色：  緑色
來自愛爾蘭的光之美少女，因不敵魅影遭到封印。
叢林天使
国家： 夏威夷州
形象顏色：  緑色
來自夏威夷州的光之美少女。
托帕石天使
国家： 義大利
形象顏色：  黄色
來自義大利的光之美少女。
另外在第14集、第16集、第43集、第46集與第49集分別出現過國籍不詳的光之美少女。

## 光之美少女的用具
光的結晶
蔚藍在世界各地散播的種子，讓擁有強烈愛心的人誕生成光之美少女。一開始給予小姬作尋找命運中的同伴。
光之卡（PreCard）
每張印有各種形態的服裝部分，包括基本內裙、上身和下身。除了光之美少女的戰鬥形態以外，也有一些日常裝束。
| 光之卡         | 用途                                       |
| -------------- | ------------------------------------------ |
| 可愛天使       | 愛乃惠變身為可愛天使的專用光之卡。         |
| 公主天使       | 白雪姬變身為公主天使的專用光之卡。         |
| 蜂蜜天使       | 大森悠子變身為蜂蜜天使的專用光之卡。       |
| 命運天使       | 冰川伊緒奈變身為命運天使的專用光之卡。     |
| 櫻桃佛朗明哥舞 | 可以讓可愛天使轉換為佛朗明哥舞者形態戰鬥。 |
| 棒棒糖街舞     | 可以讓可愛天使轉換為嘻哈歌手形態戰鬥。     |
| 冰鑽芭蕾舞     | 可以讓公主天使轉換為芭蕾舞者形態戰鬥。     |
| 夏威夷豆草裙舞 | 可以讓公主天使轉換為草裙舞者形態戰鬥。     |
| 爆米花啦啦舞   | 可以讓蜂蜜天使轉換為啦啦隊員形態戰鬥。     |
| 椰子森巴舞     | 可以讓蜂蜜天使轉換為森巴舞者形態戰鬥。     |
| 鳳梨阿拉伯舞   | 可以讓命運天使轉換為阿拉伯舞者形態戰鬥。   |
| 餡蜜日本舞     | 可以讓命運天使轉換為日本舞者形態戰鬥。     |
| 聖潔形態       | 可以讓光之美少女變身為聖潔形態戰鬥。       |
| 永恆可愛天使   | 可以讓可愛天使變身為永恆可愛天使戰鬥。     |
| 偵探           | 附帶展示關鍵線索及人物蹤跡的放大鏡。       |
| 直排輪         | 可以快速移動。                             |
| 忍者           | 能夠使出各種忍術。                         |
| 警察           | 使人聽從守規則的指令。                     |
| 護士           | 能夠即時治療傷員。                         |
| 賣花姑娘       | 變出小推車，販賣鮮花。                     |
| 廚師           | 能夠參與製作料理。                         |
| 少女氣質       | 少女氣質的打扮。                           |
| 浴衣           | 穿著浴衣。                                 |
| 偶像           | 變成偶像歌手。                             |
| 登山女裝       | 登山專用。                                 |
| 老師           | 變成老師。                                 |
| 禮服           | 穿上禮服。                                 |
| 巴士導遊       | 變成巴士導遊。                             |
| 記者           | 變成記者進行採訪。                         |
| 聚会           | 聚會專用的禮服。                           |
| 足球           | 身上球衣參加比賽。                         |
| 小狗           | 穿上小狗裝，強化嗅覺。                     |
| 小雞           | 穿上小雞裝，追蹤目標。                     |
| 糕點師         | 變成糕點師製作糕點。                       |
| 度假裝         | 穿上休閒風的度假裝束。                     |
| 水手服         | 穿上水手服。                               |
| 人魚           | 變成人魚在海中暢游，可吸引魚群。           |
| 萬聖節         | 穿上萬聖節的節日盛裝。                     |
| 可愛           | 穿上可愛女裝。                             |
| 花式滑冰       | 換上花式溜冰的裝扮。                       |
| 聖誕節         | 穿上聖誕裝。                               |

光之卡片夾（PreCard File）
用來存放「光之卡」的簿子，存滿之後可以實現任何一個願望。
光之變幻鏡（Pretty Change Mirror）
由愛的結晶變化而成，可以插入光之卡進行變身，戰鬥中也能用來反射攻擊。
劇中除了第22話後的命運天使之外，所有光之美少女都是使用此道具。
光之愛手鐲（Love Pretty Brace）
配戴在光之美少女手上的道具，劇中除了蜂蜜天使與第22話後的命運天使之外都是使用此道具作為武器。
主角可愛天使、公主天使和第22話前的命運天使都是配戴在左手，但其他光之美少女也有佩戴在右手的情況。
三重舞蹈蜜杖（Triple Dance Honey Baton）
蜂蜜天使的專屬武器，有三種不同的模式：「指揮棒模式」、「緞帶模式」和「沙球模式」。
光之手機（Cure Line）
主角們用來通訊的專用手機。
除了四位光之美少女之外，誠司、緞帶和墨鏡也各有一支，方便聯絡。
命運鋼琴（Fortune Piano）
第22話開始，命運天使用來進行變身的道具。由「光之卡片夾」轉換而來，根據變身方式需要用配戴星形戒指的中指按下不同琴鍵：
- 變身為命運天使：插入命運天使光之卡後，按Do鍵三次，再從Do鍵一路向右滑奏到Do'鍵。
- 換裝為鳳梨阿拉伯舞形態：插入鳳梨阿拉伯舞光之卡後，按Re、Fa、La三鍵，再從Do鍵一路向右滑奏到Do'鍵。
- 換裝為餡蜜日本舞形態：插入餡蜜日本舞光之卡後，按Do、Mi、So三鍵，再從Do鍵一路向右滑奏到Do'鍵。
- 換裝為聖潔形態：插入聖潔形態光之卡後，按Mi、So、Do'三鍵兩次。
- 普通換裝：插入要換裝的服裝光之卡後，按Do'鍵三次。

命運鈴鼓（Fortune Tambourine）
登場於第22話，命運天使的專屬武器。
閃耀梳妝台（Shining Make Dresser）
第29話登場，由「阿克西亞」轉換而來。在一般型態下可使出四人聯合必殺技「光之美少女 幸福大爆炸」，變身為“純潔形態”可發動個人必殺技，還可以配合「聖潔和聲麥克風」發動聯合必殺技「光之美少女 純真淨化」。
平時也可以當做一般的梳妝台使用。電影版中是可愛天使變身成為超級幸福可愛天使的關鍵。
聖潔和聲麥克風（Innocent Harmony Microphone）
第38話登場，由「閃耀梳妝台」的化妝筆轉換而來。用於使出聯合必殺技「光之美少女 聖潔淨化」。

## 製作人員
- 原作：東堂泉
- 製作人：土肥繁葉樹（朝日放送）、高橋知子（旭通廣告）、柴田宏明（東映動畫）
- 系列導演：長峯達也
- 系列構成：成田良美
- 角色設計：佐藤雅將
- 美術設計：增田龍太郎
- 色彩設計：佐久間
- 音樂：高木洋
- 製作擔當：山崎尊宗
- 製作協力：東映
- 製作：朝日放送、旭通廣告、東映動畫

## 各話標題
| 話數 | 標題                           | 劇本       | 分鏡       | 演出     | 作畫監督               | 美術       | 首播日期       |
| ---- | ------------------------------ | ---------- | ---------- | -------- | ---------------------- | ---------- | -------------- |
| 1    |                                | 成田良美   | 長峯達也   | 長峯達也 | 濱野裕一 小松          | 增田龍太郎 | 2014年 2月2日  |
| 2    |                                | 成田良美   | 入好悟     | 岩井隆央 | 赤田信人               | 田中美紀   | 2月9日         |
| 3    |                                | 成田良美   | 越智一裕   | 中尾幸彥 | 河野宏之               | 齊藤優     | 2月16日        |
| 4    |                                | 田中仁     | 畑野森生   | 畑野森生 | 山岡直子               | 田中里綠   | 2月23日        |
| 5    | 小惠與小姬！和睦助人大作戰！！ | 高橋奈津子 | 越田知明   | 三塚雅人 | 高橋晃                 | 飯野敏典   | 3月2日         |
| 6    |                                | 小山真     | 鎌仲史陽   | 鎌仲史陽 | 齊藤優                 | 飯野敏典   | 3月2日         |
| 7    |                                | 大場小百合 | 殿勝秀樹   | 岩井隆央 |                        | 佐藤千惠   | 3月16日        |
| 8    |                                | 田中仁     | 門由利子   | 門由利子 | 赤田信人               | 田中美紀   | 3月23日        |
| 9    |                                | 高橋奈津子 | 入好悟     | 鎌谷悠   | 河野宏之               | 齊藤優     | 3月30日        |
| 10   |                                | 小山真     | 寺田和男   | 中尾幸彥 | 星野守                 | 篝         | 4月6日         |
| 11   | 神秘訊息！蜂蜜天使的秘密！！   | 成田良美   | 三塚雅人   | 三塚雅人 | 山岡直子               | 飯野敏典   | 4月13日        |
| 12   |                                | 大場小百合 | 田中孝行   | 岩井隆央 | 上野賢                 | 齊藤優     | 4月20日        |
| 13   |                                | 成田良美   | 園田誠     | 筆坂明規 | 織岐一寬 近藤瑠依      | 佐藤千惠   | 4月27日        |
| 14   |                                | 高橋奈津子 | 越田知明   | 中尾幸彥 |                        | 田中美紀   | 5月4日         |
| 15   |                                | 大場小百合 | 島崎奈奈子 | 鎌谷悠   | 赤田信人 星野守        | 齊藤優     | 5月11日        |
| 16   |                                | 田中仁     | 入好悟     | 岩井隆央 | 青山充                 | 田中里綠   | 5月18日        |
| 17   |                                | 小山真     | 鎌仲史陽   | 鎌仲史陽 | 河野宏之               | 篝         | 5月25日        |
| 18   |                                | 高橋奈津子 | 大庭秀昭   | 大庭秀昭 | 松井誠 相澤茉莉 森悅史 | 齊藤優     | 6月1日         |
| 19   |                                | 大場小百合 | 寺田和男   | 中尾幸彥 | 稻上晃                 | 佐藤千惠   | 6月8日         |
| 20   |                                | 田中仁     | 田中孝行   | 岩井隆央 | 星野守                 | 田中美紀   | 6月15日        |
| 21   |                                | 成田良美   | 長峯達也   | 筆坂明規 | 織岐一寬 近藤瑠依      | 齊藤優     | 6月22日        |
| 22   |                                | 成田良美   | 門由利子   | 門由利子 | 青山充                 | 田中里綠   | 6月29日        |
| 23   |                                | 小山真     | 三塚雅人   | 三塚雅人 | 上野賢                 | 飯野敏典   | 7月6日         |
| 24   |                                | 大場小百合 | 今千秋     | 鈴木裕介 | 赤田信人               | 齊藤優     | 7月13日        |
| 25   |                                | 高橋奈津子 | 越智一裕   | 岩井隆央 | 河野宏之               | 佐藤千惠   | 7月20日        |
| 26   |                                | 田中仁     | 大庭秀昭   | 大庭秀昭 | 松井誠 相澤茉莉 森悅史 | 田中美紀   | 7月27日        |
| 27   |                                | 高橋奈津子 | 中村亮太   | 中村亮太 |                        | 齊藤優     | 8月10日        |
| 28   |                                | 小山真     | 入好悟     | 鎌谷悠   | 青山充                 | 篝         | 8月17日        |
| 29   |                                | 成田良美   | 長峯達也   | 岩井隆央 | 星野守                 | 西田渚     | 8月24日        |
| 31   |                                | 大場小百合 | 三塚雅人   | 三塚雅人 | 稻上晃                 | 田中里綠   | 9月7日         |
| 32   |                                | 高橋奈津子 | 山內重保   | 山內重保 | 赤田信人               | 田中美紀   | 9月14日        |
| 33   |                                | 小山真     | 越智一裕   | 岩井隆央 | 河野宏之               | 齊藤優     | 9月21日        |
| 34   |                                | 大場小百合 | 大庭秀昭   | 大庭秀昭 | 松井誠 上野卓志 森悅史 | 飯野敏典   | 9月28日        |
| 35   |                                | 田中仁     | 門由利子   | 門由利子 | 星野守                 | 篝         | 10月5日        |
| 36   |                                | 成田良美   | 田中孝行   | 鈴木裕介 | 上野賢                 | 齊藤優     | 10月12日       |
| 37   |                                | 高橋奈津子 | 入好悟     | 岩井隆央 |                        | 佐藤千惠   | 10月19日       |
| 38   |                                | 成田良美   | 中村亮太   | 中村亮太 | 赤田信人               | 田中美紀   | 10月26日       |
| 39   |                                | 大場小百合 | 筆坂明規   | 筆坂明規 | 織岐一寬 近藤瑠依      | 齊藤優     | 11月9日        |
| 40   |                                | 小山真     | 鎌谷悠     | 鎌谷悠   | 佐藤雅將 赤田信人      | 田中里綠   | 11月16日       |
| 41   |                                | 高橋奈津子 | 三塚雅人   | 岩井隆央 | 河野宏之               | 飯野敏典   | 11月23日       |
| 42   |                                | 小山真     | 田中孝行   | 大庭秀昭 | 松井誠 森悅史          | 齊藤優     | 11月30日       |
| 43   |                                | 成田良美   | 畑野森生   | 畑野森生 | 稻上晃                 | 佐藤千惠   | 12月7日        |
| 44   |                                | 成田良美   | 大塚隆史   | 大塚隆史 | 上野賢                 | 田中美紀   | 12月14日       |
| 45   |                                | 大場小百合 | 入好悟     | 岩井隆央 |                        | 齊藤優     | 12月21日       |
| 46   |                                | 小山真     | 中村亮太   | 中村亮太 | 星野守                 | 篝         | 12月28日       |
| 47   |                                | 成田良美   | 三塚雅人   | 三塚雅人 | 赤田信人               | 田中里綠   | 2015年 1月11日 |
| 48   |                                | 成田良美   | 長峯達也   | 中尾幸彥 | 河野宏之               | 齊藤優     | 1月18日        |
| 49   |                                | 成田良美   | 長峯達也   | 長峯達也 | 佐藤雅將               | 田中美紀   | 1月25日        |

### 主題曲
片頭曲

作詞：青木久美子，作曲：小杉保夫，編曲：大石憲一郎，主唱：仲谷明香
- 本作曾在第1話至第34話（第14話除外）的片頭曲開始前插入歷代33位光之美少女之其中一名，演繹十周年紀念訊息。除了沿用所屬配音員演繹，亦特別由該代之角色設計繪製原畫，第14話特別由本作4位主角光之美少女演繹系列第500話紀念訊息，並由All Stars 系列客席角色設計繪製原畫。

- 第6話至第8話片頭曲有使用到「光之美少女 All Stars New Stage3 永遠的朋友」的部分畫面。
- 第34話至第38話片頭曲有使用到「電影 Happiness Charge 光之美少女! 人偶之國的芭蕾舞女」的部分畫面。

片尾曲
（第1話～第26話）
作詞：只野菜摘，作曲：小杉保夫，編曲：Dr.Usui，主唱：吉田仁美
（第27話～第49話）
作詞：只野菜摘，作曲：，編曲：古川貴浩，主唱：吉田仁美
- 本作在片尾曲繼續採用全3D製作動畫，並由著名女子組合Perfume的編舞師MIKIKO擔任舞蹈創作。

插入曲
（第9～11、28、31、35話）
作詞：六之見純代，作・編曲：高木洋，主唱：蜂蜜天使（北川里奈）
香港版本（粗體為擔任主要角色的配音員，並以日語演唱）
主唱：凌晞、何寶珊、曹啟謙、麥皓豐、陳卓智（第9集）
主唱：凌晞、何寶珊、羅孔柔、曾秀清、鄧志堅、何璐怡、成瑤孆、葉曉欣、張頌欣、何晶晶等（第10集）
此曲曲名可譯作「幸福飯愛之歌」，在劇中曾恢復我方體力並讓敵方喪失戰鬥力（納馬凱魯達及其召喚的最壞獸除外）。
（第38～41、43～48話）
作詞：實之里，作・編曲：高木洋，主唱：可愛天使（中島愛）、公主天使（潘惠美）、蜂蜜天使（北川里奈）、命運天使（戶松遙）
此曲為發動「光之美少女 純真淨化」時眾人演唱的歌曲。
（第44話）
作詞：兒玉沙織，作・編曲：高木洋，主唱：可愛天使（中島愛）、公主天使（潘惠美）、蜂蜜天使（北川里奈）、命運天使（戶松遙）
此曲同時也是「電影 Happiness Charge 光之美少女! 人偶之國的芭蕾舞女」的插入曲。

## 播放電視台
| 播放地區       | 播放電視台   | 播放日期                                               | 播放時間                                  | 所屬聯播網     | 備註     |
| -------------- | ------------ | ------------------------------------------------------ | ----------------------------------------- | -------------- | -------- |
| 近畿廣域圈     | 朝日放送     | 2014年2月2日 - 2015年1月25日                           | 星期日 08:30 - 09:00                      | 朝日電視台系列 | 同時     |
| 關東廣域圏     | 朝日電視台   | 2014年2月2日 - 2015年1月25日                           | 星期日 08:30 - 09:00                      | 朝日電視台系列 | 同時     |
| 中京廣域圈     | 名古屋電視台 | 2014年2月2日 - 2015年1月25日                           | 星期日 08:30 - 09:00                      | 朝日電視台系列 | 同時     |
| 新潟縣         | 新潟電視台21 | 2014年2月2日 - 2015年1月25日                           | 星期日 08:30 - 09:00                      | 朝日電視台系列 | 同時     |
| 長崎縣         | 長崎文化放送 | 2014年2月2日 - 2015年1月25日                           | 星期日 08:30 - 09:00                      | 朝日電視台系列 | 同時     |
| 鳥取縣、島根縣 | 山陰放送     | 2014年2月8日 - 2015年1月31日                           | 星期六 11:15 - 11:45                      | TBS系列        | 延遲6日  |
| 宮崎縣         | 宮崎放送     | 2014年2月25日 - 9月30日 2014年10月18日 - 2015年2月14日 | 星期二 15:30 - 16:00 星期六 05:15 - 05:45 | TBS系列        | 延遲23日 |

| 香港 翡翠台 星期二、三 17:20－17:50 節目 2月5日臨時節目調動暫停播映      | 香港 翡翠台 星期二、三 17:20－17:50 節目 2月5日臨時節目調動暫停播映 | 香港 翡翠台 星期二、三 17:20－17:50 節目 2月5日臨時節目調動暫停播映             |
| ------------------------------------------------------------------------ | ------------------------------------------------------------------- | ------------------------------------------------------------------------------- |
|                                                                          | （2020年1月21日－7月8日）                                           |                                                                                 |
| 花漾精靈II                                                               | 星光樂園IV                                                          |                                                                                 |
| 香港 翡翠台 星期一至五 16:15－16:50 節目                                 |                                                                     |                                                                                 |
| 花漾精靈II 重播                                                          | 重播 （2021年10月21日－12月28日）                                   | 櫻桃小丸子 重播，第745－795、836集                                              |
| 香港 翡翠台 星期六 11:15－11:50 節目 2022年10月1日及2023年9月2日暫停播映 |                                                                     |                                                                                 |
| 寶石寵物VII 重播                                                         | 重播 （2022年9月24日－2023年9月9日）                                | 葉問2 （2023年9月2日）嫁到這世界邊端 （2023年9月16日－播放中） 【動畫時段取消】 |
| 香港 Hands Up Channel 每日 08:35－09:05 節目                             |                                                                     |                                                                                 |
| 飆速宅男 第4輯                                                           | （2021年11月19日－2022年1月6日）                                    | 麵包超人 第1185－1236集                                                         |
| 香港 Hands Up Channel 每日 08:05－08:35 節目                             |                                                                     |                                                                                 |
| 星光樂園IV                                                               | （2022年6月17日－8月4日）                                           | 小火車迪迪寶                                                                    |
| 香港 Hands Up Channel 每日 08:41－09:10 節目                             |                                                                     |                                                                                 |
| 多啦A夢                                                                  | （2023年3月2日－4月19日）                                           | 靈裝戰士                                                                        |

## 劇場版
Happiness Charge 光之美少女！ 人偶之國的芭蕾舞女
- 日本上映日期：2014年10月11日

## 備註
1. 1 2  「幸福爆發！光之美少女」在香港僅為標題，實際在劇中讀的是「Happiness Charge! Pretty Cure」，而「幸福爆發！Pretty Cure」則為字幕所用。

## 外部連結
- （日語）填充幸福 光之美少女！（ABC） （页面存档备份，存于） （页面存档备份，存于）{{Wayback|url=http://asahi.co.jp/precure/happiness/index.html （页面存档备份，存于） （页面存档备份，存于） （页面存档备份，存于） at． home with
- （日語）填充幸福 光之美少女！（東映動畫） （页面存档备份，存于） （页面存档备份，存于） （页面存档备份，存于）（页面存档备份，存于）
- （繁體中文） 幸福爆發！光之美少女 （页面存档备份，存于） （页面存档备份，存于） （页面存档备份，存于） （页面存档备份，存于） （myTV SUPER）